# Ray Cooper

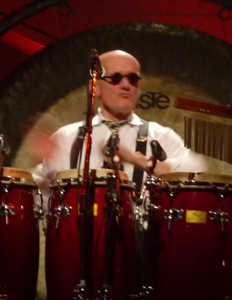
Ray Cooper (2010)

Ray Cooper (* 19. September 1947 in Watford, Hertfordshire) ist ein englischer Perkussionist. Er arbeitete als Studio- und Live-Musiker mit Bands und Künstlern wie Pink Floyd, den Rolling Stones, Sting, Phil Collins, George Harrison, Eric Clapton,  Peter Maffay und Elton John.

## Karriere
Coopers Karriere begann in den 1960er Jahren mit Aufnahmen der Band The Who. Es folgten Produktionen mit Carly Simon, David Essex und Blue Mink. Bekannt wurde er durch die Zusammenarbeit mit Elton John, bei dem er auf fast allen Alben aus den 1970er Jahren mitwirkte. Auch auf dem Live-Aid-Konzert 1985 gehörte er zu dessen Begleitband. Am 29. November 2002 nahm er als Musiker und Mitproduzent am Gedenkkonzert für seinen Freund George Harrison teil. 2009 arbeitete Cooper mit Peter Maffay, 2010 erneut mit Elton John. 2017 wirkte Cooper in der Peter Maffay MTV-Unplugged-Produktion mit. 2018 begleitete er Elton John auf dessen Tournee.

## Sonstiges
- Neben seiner Musikerkarriere trat er auch als Nebendarsteller in mehreren Filmen auf. So ist er u. a. in Filmen von Terry Gilliam zu sehen.
- In Albert Dupontels Filmkomödie 9 mois ferme war Cooper 2013 in einem Cameo-Auftritt als Nachrichtensprecher zu sehen.
- Sein exzentrisches, bisweilen ausgeflipptes Auftreten auf der Bühne brachte ihm den Spitznamen „Mad Ray Cooper“ ein.

## Belege
1. ↑  Ray Cooper bei Discogs

| Personendaten    | Personendaten            |
| ---------------- | ------------------------ |
| NAME             | Cooper, Ray              |
| KURZBESCHREIBUNG | englischer Perkussionist |
| GEBURTSDATUM     | 19. September 1947       |
| GEBURTSORT       | Watford, Hertfordshire   |